# Hurley (jednostka osadnicza)
Hurley – jednostka osadnicza w Stanach Zjednoczonych, w stanie Nowy Jork, w hrabstwie Ulster.